# Меделени (Јаши)
Меделени (рум. Medeleni) насеље је у Румунији у округу Јаши у општини Голајешти. Oпштина се налази на надморској висини од 40 m.

## Становништво
Према подацима из 2002. године у насељу је живело 126 становника, од којих су сви румунске националности.